# Pařížská dohoda
Pařížská dohoda (francouzsky Accord de Paris), často označovaná jako Pařížská dohoda o klimatu, je mezinárodní smlouva o změně klimatu. Dohoda byla přijata v roce 2015 a týká se zmírňování změny klimatu, přizpůsobování se této změně a financování. Pařížská dohoda byla sjednána 196 stranami na konferenci OSN o změně klimatu v roce 2015 poblíž Paříže ve Francii. Od února 2023 je smluvními stranami dohody 195 členů Rámcové úmluvy OSN o změně klimatu (UNFCCC). Ze tří členských států UNFCCC, které dohodu neratifikovaly, je jediným velkým emitentem Írán. Spojené státy od dohody odstoupily v roce 2020, ale v roce 2021 se k ní opět připojily.
Dlouhodobým teplotním cílem Pařížské dohody je udržet nárůst průměrné globální teploty výrazně pod 2 °C oproti hodnotám před průmyslovou revolucí a pokud možno omezit nárůst na 1,5 °C, přičemž se uznává, že by se tím podstatně snížily dopady změny klimatu. Emise by měly být co nejdříve sníženy a do poloviny 21. století by měly dosáhnout čisté nuly. Aby se globální oteplení udrželo pod 1,5 °C, je třeba do roku 2030 snížit emise zhruba o 50 %. Jedná se o souhrn národně stanovených příspěvků jednotlivých zemí.
Jejím cílem je pomoci zemím přizpůsobit se dopadům změny klimatu a mobilizovat dostatek finančních prostředků. Podle dohody musí každá země své příspěvky stanovit, naplánovat a pravidelně o nich informovat. Žádný mechanismus nenutí zemi stanovit konkrétní emisní cíle, ale každý cíl by měl jít nad rámec předchozích cílů. Na rozdíl od Kjótského protokolu z roku 1997 se zde stírá rozdíl mezi rozvinutými a rozvojovými zeměmi, takže i tyto země musí předkládat plány na snížení emisí.
Pařížská dohoda byla otevřena k podpisu 22. dubna 2016 (Den Země) na slavnostním ceremoniálu v sídle OSN v New Yorku. Poté, co dohodu ratifikovala Evropská unie, ji ratifikoval dostatečný počet zemí odpovědných za dostatečný podíl světových emisí skleníkových plynů, aby dohoda mohla 4. listopadu 2016 vstoupit v platnost.

Světoví lídři dohodu chválili, ale někteří ekologové a analytici ji kritizovali jako nedostatečně závaznou. O účinnosti dohody se vedou diskuse. Současné závazky v rámci Pařížské dohody jsou sice nedostatečné pro dosažení stanovených teplotních cílů, existuje však mechanismus zvýšených ambicí. Pařížská dohoda byla úspěšně využita v soudních sporech týkajících se klimatu, které donutily státy a jednu ropnou společnost posílit opatření v oblasti klimatu.

Největšími producenty CO_{2} jsou Čína (30 %) a USA (15 %)

## Účel dohody
Účel dohody je popsán v jejím článku č. 2 jako „zlepšení implementace“ Rámcové úmluvy OSN o změně klimatu pomocí:
(a) Udržení nárůstu globální průměrné teploty výrazně pod hranicí 2 °C oproti hodnotám před průmyslovou revolucí a úsilí o to, aby nárůst teploty nepřekročil hranici 1,5 °C oproti hodnotám před průmyslovou revolucí, a uznání, že by to výrazně snížilo rizika a dopady změny klimatu;
(b) Zvyšování schopnosti přizpůsobit se nepříznivým dopadům změny klimatu a posilování odolnosti vůči změně klimatu a nízkoemisního rozvoje způsobem, který neohrozí produkci potravin;
(c) sladění finančních toků s nízkoemisním rozvojem odolným vůči změně klimatu.“
Všechny země musí usilovat dosažení „globálního zlomu v emisích skleníkových plynů co nejdříve“.

## Historie
Rámcová úmluva OSN o změně klimatu (UNFCCC), přijatá na Summitu Země v roce 1992, je jednou z prvních mezinárodních smluv v oblasti ochrany životního prostředí. Stanoví, že smluvní strany by se měly pravidelně scházet k řešení problematiky změny klimatu na konferenci smluvních stran (COP). Tvoří základ budoucích dohod o klimatu.
Kjótský protokol, přijatý v roce 1997, upravoval snižování emisí skleníkových plynů pro omezený okruh zemí v letech 2008–2012. V roce 2012 byl protokol prodloužen dodatkem z Dohá do roku 2020, Spojené státy se rozhodly protokol neratifikovat, především kvůli jeho právní závaznosti. To a distribuční konflikt vedly k neúspěchu následných mezinárodních jednání o klimatu. Jednání v roce 2009 měla přinést nástupnickou smlouvu Kjótského protokolu, ale jednání ztroskotala a výsledná Kodaňská dohoda nebyla právně závazná a nebyla všeobecně přijata.
Kodaňská dohoda však položila rámec pro přístup zdola nahoru uplatněný v rámci Pařížské dohody. Pod vedením výkonné tajemnice UNFCCC Christiany Figueresové jednání po kodaňském neúspěchu opět nabrala na obrátkách. Během konference OSN o změně klimatu v roce 2011 (COP17) byla vytvořena Durbanská platforma, která měla vyjednat právní nástroj upravující opatření ke zmírnění změny klimatu od roku 2020. Platforma měla mandát vycházet z Páté hodnotící zprávy IPCC a z práce pomocných orgánů UNFCCC a výsledná dohoda měla být přijata v roce 2015.

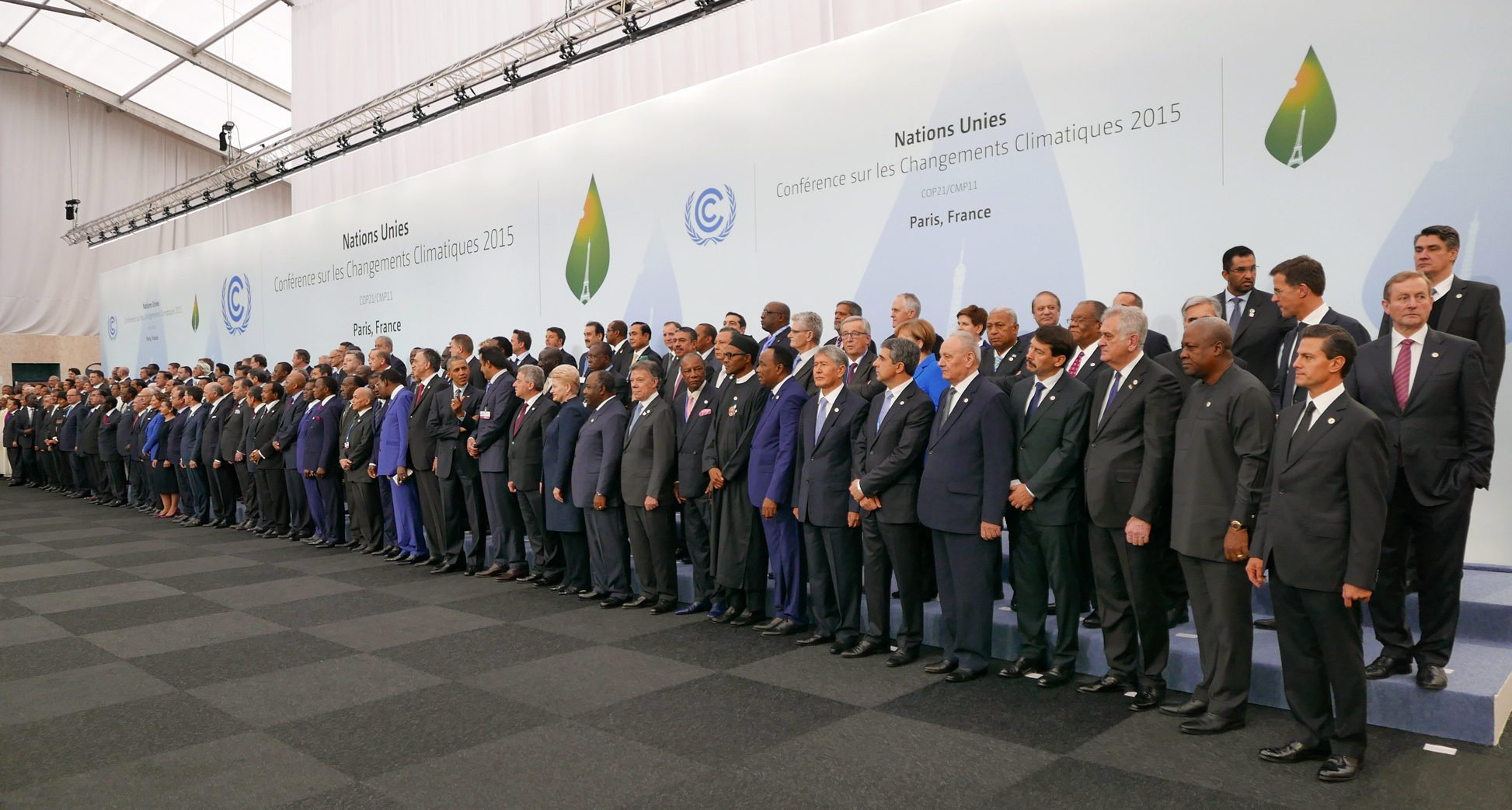
Vedoucí delegací na Konferenci OSN o změně klimatu v Paříži v roce 2015

### Jednání a přijetí
Jednání v Paříži probíhala dva týdny a pokračovala po celé tři závěrečné noci. V předchozím roce byly projednávány a zefektivňovány různé předlohy a návrhy. Podle jednoho z komentátorů Francouzi zvýšili pravděpodobnost úspěchu dvěma způsoby: zaprvé tím, že zajistili, aby vnitrostátně stanovené národní příspěvky byly dokončeny před zahájením jednání, a zadruhé tím, že pozvali vedoucí představitele právě na začátek konference.
Jednání málem ztroskotala kvůli jedinému slovu, když si americký právní tým na poslední chvíli uvědomil, že bylo schváleno „shall“ místo „should“, což by znamenalo, že rozvinuté země by byly právně povinny snížit emise: Francouzi problém vyřešili tím, že jej změnili jako „tiskovou chybu“. 12. prosince 2015 bylo na závěr COP 21 konsensuálně přijato konečné znění Pařížské dohody 195 zúčastněnými členskými státy UNFCCC a Evropskou unií. Nikaragua uvedla, že chtěla vznést námitky proti přijetí, neboť odsoudila slabost dohody, ale nedostala šanci. V dohodě se účastnické státy zavázaly, že „co nejdříve“ sníží produkci uhlíku a udělají vše pro to, aby globální oteplování zůstalo „výrazně pod 2 °C“.

### Podpis a vstup v platnost

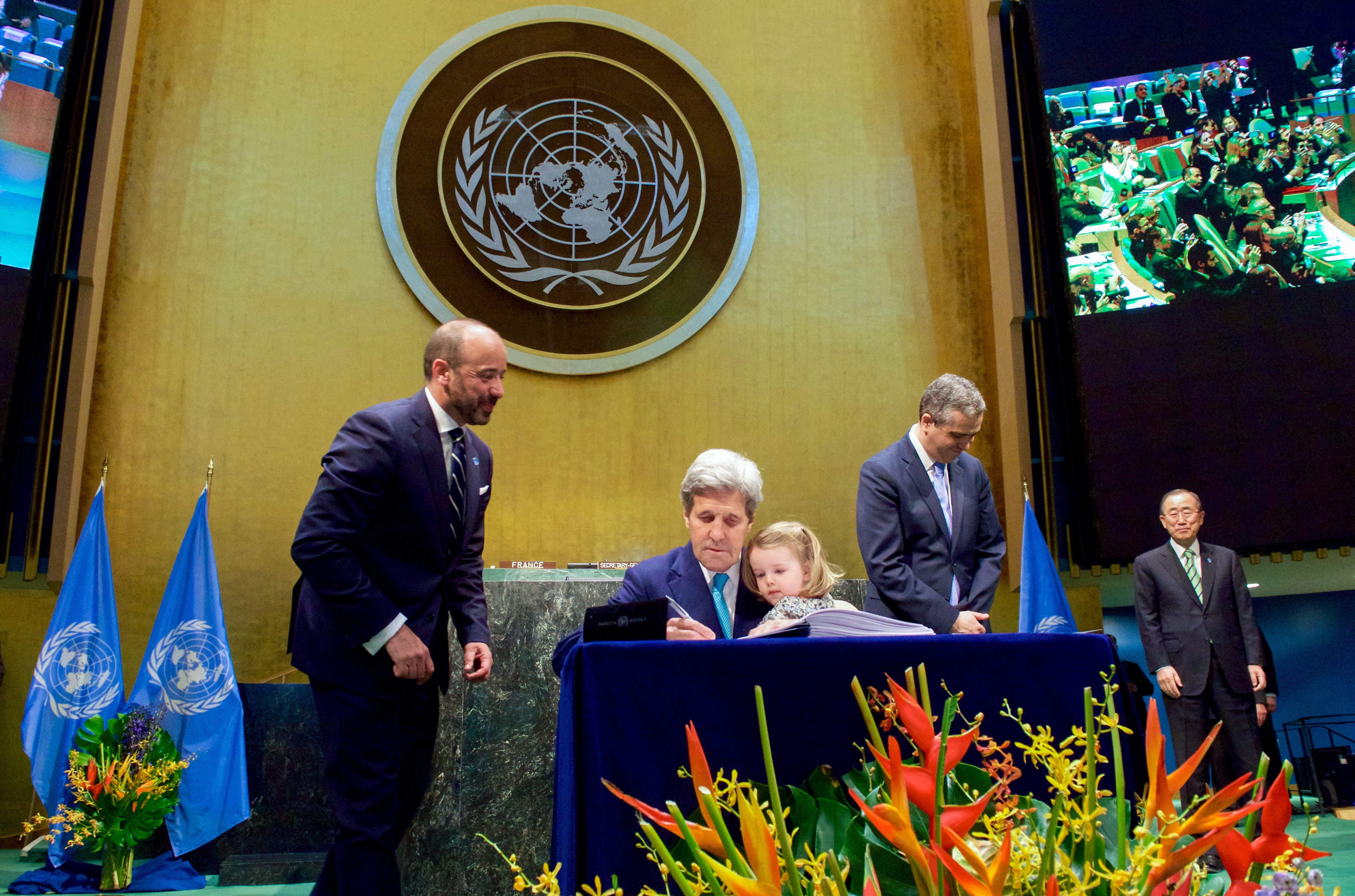
Podpis Johna Kerryho za Spojené státy v sále Valného shromáždění OSN

Pařížská dohoda byla otevřena k podpisu státům a organizacím regionální hospodářské integrace, které jsou smluvními stranami UNFCCC od 22. dubna 2016 do 21. dubna 2017 v sídle OSN v New Yorku. Podpis dohody je prvním krokem k její ratifikaci, ale je možné k ní přistoupit i bez podpisu. Zavazuje smluvní strany, že nebudou jednat v rozporu s cílem smlouvy. Dne 1. dubna 2016 Spojené státy a Čína, které představují téměř 40 % celosvětových emisí, potvrdily, že Pařížskou dohodu o klimatu podepíší. 175 smluvních stran (174 států a Evropská unie) dohodu podepsalo hned první den, kdy byla otevřena k podpisu. K březnu 2021 dohodu podepsalo 194 států a Evropská unie.
V dohodě je stanoveno, že vstoupí v platnost (a stane se tak plně účinnou), pokud ji ratifikuje nebo se k ní jinak připojí 55 zemí, které produkují alespoň 55 % světových emisí skleníkových plynů (podle seznamu vypracovaného v roce 2015). Alternativními způsoby připojení se ke smlouvě jsou přijetí, schválení nebo přistoupení. První dva způsoby se obvykle používají v případech, kdy k zavázání země ke smlouvě není třeba hlavy státu, zatímco druhý způsob se obvykle děje, když se země připojí k již platné smlouvě. Po ratifikaci Evropskou unií získala dohoda dostatečný počet stran, aby mohla vstoupit v platnost 4. listopadu 2016.
Za ratifikaci Pařížské dohody jsou samostatně odpovědné jak EU, tak její členské státy. Uvádělo se, že EU a jejích 28 členských států by měly ratifikovat současně, aby se nezavázaly k plnění závazků, které striktně náleží tomu druhému, a pozorovatelé se obávali, že neshody ohledně podílu jednotlivých členských států na celoevropském cíli snižování emisí a také hlasování Velké Británie o vystoupení z EU by mohly Pařížskou dohodu zdržet. 5. října 2016 však EU spolu se sedmi členskými státy uložila své ratifikační listiny.
Poslední země Evropské unie, která dohodu ratifikovala, byla Česká republika (předposlední bylo Nizozemsko, které tak učinilo 28. července 2017). Dne 5. září 2017 dala Poslanecká sněmovna souhlas s ratifikací (dříve už tak učinil Senát), prezident dokončil kroky k ratifikaci svým podpisem 14. září 2017. Ratifikace nastala 5. října, samotná dohoda pro Českou republiku vstoupila v platnost 4. listopadu 2017.

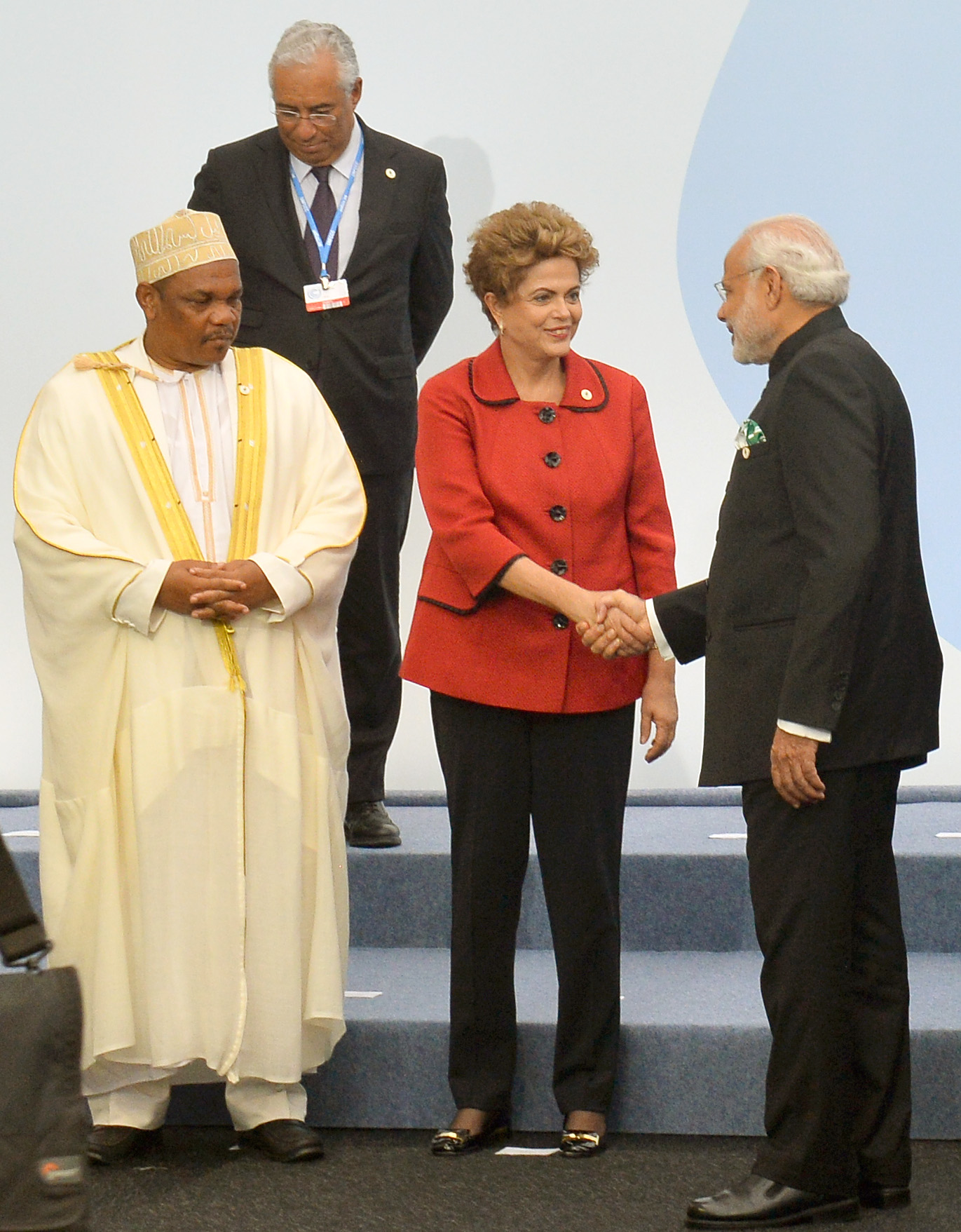
Indický premiér Naréndra Módí zdraví brazilskou prezidentku Dilmu Rousseffovou na summitu COP 21 30. listopadu 2015.

## Smluvní strany dohody
Dohodu ratifikovala nebo k ní přistoupila EU a 194 států, které dohromady vypouštějí více než 98 % antropogenních emisí Jediné země, které dohodu neratifikovaly, jsou některé země vypouštějící skleníkové plyny na Blízkém východě: Největší z nich je Írán s 2 % z celkového světového objemu. Dohodu neratifikovaly ani Libye a Jemen. Poslední zemí, která dohodu ratifikovala, je Eritrea, a to 7. února 2023.
Článek 28 umožňuje stranám od dohody odstoupit po zaslání oznámení o odstoupení depozitáři. Oznámení lze podat nejdříve tři roky poté, co dohoda pro danou zemi vstoupí v platnost. Odstoupení je účinné jeden rok po oznámení depozitáři.

### Odstoupení Spojených států, zpětné přistoupení a další odstoupení
Dne 4. srpna 2017 doručila Trumpova administrativa oficiální oznámení OSN, že Spojené státy, po Číně druhý největší emitent skleníkových plynů, hodlají odstoupit od Pařížské dohody, jakmile k tomu budou oprávněny. Oznámení o odstoupení bylo možné podat až po třech letech platnosti dohody pro USA, tedy 4. listopadu 2019. Vláda USA uložila oznámení u generálního tajemníka OSN a oficiálně odstoupila o rok později, 4. listopadu 2020. Prezident Joe Biden podepsal v první den svého nástupu do funkce, 20. ledna 2021, exekutivní příkaz o opětovném přistoupení Spojených států k Pařížské dohodě. Po uplynutí 30denní lhůty stanovené v článku 21.3 byly Spojené státy do dohody opětovně přijaty. Vyslanec Spojených států pro klima John Kerry se zúčastnil virtuálních akcí a prohlásil, že USA si „zaslouží svou cestu zpět“ do pařížského procesu. Generální tajemník OSN António Guterres uvítal návrat Spojených států jako obnovení „chybějícího článku, který oslabil celek“. 20. ledna 2025 prezident Donald Trump podepsal exekutivní příkaz, kterým USA od dohody znovu odstoupily; dle pravidel Pařížské smlouvy přestanou být Spojené státy smluvní stranou rok po odstoupení.

## Obsah
Pařížská dohoda je krátká dohoda s 16 úvodními odstavci a 29 články. Obsahuje procedurální články (týkající se například kritérií pro vstup dohody v platnost) a operativní články (týkající se například zmírňování, přizpůsobování a financování). Jedná se o závaznou dohodu, ale mnoho jejích článků neznamená závazky nebo slouží k usnadnění mezinárodní spolupráce. Dohoda se vztahuje na většinu emisí skleníkových plynů, ale nevztahuje se na mezinárodní letectví a námořní dopravu, které spadají do působnosti Mezinárodní organizace pro civilní letectví, respektive Mezinárodní námořní organizace.

### Struktura
Pařížská dohoda je popisována jako dohoda se strukturou zdola nahoru, neboť její základní mechanismus závazků a přezkumu umožňuje státům stanovit si vlastní vnitrostátně stanovené národní příspěvky, místo aby jim byly cíle ukládány shora dolů. Na rozdíl od svého předchůdce, Kjótského protokolu, který stanoví závazné cíle, jež mají právní sílu, Pařížská dohoda se svým důrazem na budování konsensu umožňuje dobrovolné a vnitrostátně stanovené cíle. Konkrétní klimatické cíle jsou tedy spíše politicky podporované než právně závazné. Pouze procesy, kterými se řídí podávání zpráv a revize těchto cílů, jsou mezinárodněprávně závazné. Tato struktura je pozoruhodná zejména pro Spojené státy – protože neexistují žádné právní cíle v oblasti zmírňování nebo financování, je dohoda považována za „spíše prováděcí dohodu než smlouvu“. Protože smlouva UNFCCC z roku 1992 získala souhlas amerického Senátu, nevyžaduje tato nová dohoda další legislativu.
Dalším klíčovým rozdílem mezi Pařížskou dohodou a Kjótským protokolem je jejich rozsah. Kjótský protokol rozlišoval mezi zeměmi uvedenými v příloze I, tedy bohatšími zeměmi, které nesou historickou odpovědnost za změnu klimatu, a zeměmi, které nejsou uvedeny v příloze I, ale v Pařížské dohodě je toto rozdělení setřeno, protože všechny strany jsou povinny předložit plány na snížení emisí. Pařížská dohoda stále zdůrazňuje princip společné, ale diferencované odpovědnosti a příslušných schopností – tedy uznání, že různé země mají různé schopnosti a povinnosti v oblasti klimatu – ale nestanovuje konkrétní rozdělení na rozvinuté a rozvojové země.

Od roku 2000 překonaly rostoucí emise CO_{2} v Číně a ve zbytku světa produkci Spojených států a Evropy.

V přepočtu na osobu produkují Spojené státy CO_{2} mnohem více než ostatní regiony.

### Vnitrostátně stanovené příspěvky
Země samy určují, jakými příspěvky by měly přispět k dosažení cílů smlouvy. Tyto plány se proto nazývají vnitrostátně stanovené příspěvky (NDC). Článek 3 vyžaduje, aby NDC byly „ambiciózním úsilím“ o „dosažení účelu této dohody“ a aby „představovaly postup v čase“. Příspěvky by měly být stanoveny každých pět let a mají být registrovány sekretariátem UNFCCC. Každý další ambiciózní cíl by měl být ambicióznější než ten předchozí, což je známé jako princip „progrese“. Země mohou spolupracovat a své národně stanovené příspěvky sdružovat. Záměrné vnitrostátně stanovené příspěvky, k nimž se země zavázaly během konference o změně klimatu v roce 2015, se po ratifikaci Pařížské dohody přeměnily na vnitrostátní závazné cíle, pokud země nepředloží jejich aktualizaci.
Pařížská dohoda nepředepisuje přesnou povahu NDCs. Minimálně by měly obsahovat ustanovení o zmírňování změny klimatu, ale mohou také obsahovat závazky týkající se přizpůsobení se změně klimatu, financování, přenosu technologií, budování kapacit a transparentnosti. Některé závazky v NDCs jsou bezpodmínečné, ale jiné jsou podmíněny vnějšími faktory, jako je získání finanční a technické podpory, ambice ostatních stran nebo podrobnosti pravidel Pařížské dohody, která mají být teprve stanovena. Většina NDC má podmíněnou složku.
Zatímco samotné NDC nejsou závazné, postupy, které je doprovázejí, závazné jsou. Tyto postupy zahrnují povinnost připravovat, sdělovat a udržovat po sobě jdoucí NDC, každých pět let stanovit nové a poskytovat informace o jejich plnění. Neexistuje žádný mechanismus, který by donutil zemi stanovit cíl NDC k určitému datu, ani splnit své cíle. Bude existovat pouze systém „pojmenovat a zostudit (name and shame)“ nebo, jak uvedl János Pásztor, bývalý asistent generálního tajemníka OSN pro změnu klimatu, plán „pojmenovat a podpořit (name and encourage)“.

### Globální inventura
Podle Pařížské dohody musí země každých pět let zvýšit své ambice. Pro usnadnění tohoto úkolu byla v rámci dohody zavedena globální inventura, která hodnotí dosažený pokrok, přičemž první hodnocení bylo stanoveno na rok 2023. Výsledek má sloužit jako vstupní informace pro nové národně stanovené příspěvky smluvních stran. Za příklad globální inventury byl považován dialog v Talanoa v roce 2018. Po roce diskusí byla zveřejněna zpráva a výzva k přijetí opatření, ale země poté ambice nezvýšily.
Soupis funguje jako součást snahy Pařížské dohody vytvořit „navyšování (ratcheting up)“ ambicí v oblasti snižování emisí. Protože se analytici v roce 2014 shodli na tom, že NDC neomezí zvyšování teploty pod 2 °C, globální inventura znovu svolává strany, aby posoudily, jak se jejich nové NDC musí vyvíjet, aby neustále odrážely „nejvyšší možné ambice“ dané země. Přestože je zvyšování ambicí NDC hlavním cílem globální inventury, hodnotí se v ní i úsilí nad rámec zmírňování. Pětileté přezkumy budou hodnotit také adaptaci, opatření pro financování opatření v oblasti klimatu a rozvoj a přenos technologií.

### Ustanovení o zmírňování dopadů a trhy s uhlíkem
Článek 6 byl označen za článek obsahující některá klíčová ustanovení Pařížské dohody. Obecně nastiňuje přístupy spolupráce, které mohou smluvní strany využít při dosahování vnitrostátně stanovených snížení emisí uhlíku. Pomáhá tak vytvořit Pařížskou dohodu jako rámec pro globální trh s uhlíkem. Článek 6 byl jedinou důležitou částí dohody, která nebyla dlouho vyřešena; jednání v roce 2019 nepřinesla výsledek. Téma bylo vyřešeno až během COP 26 v Glasgow v roce 2021. Byl zaveden mechanismus „odpovídající úpravy“, který má zamezit dvojímu započítávání u emisních kompenzací.

#### Propojení systémů obchodování s uhlíkem a ITMO
Odstavce 6.2 a 6.3 stanoví rámec, kterým se řídí mezinárodní přenos výsledků zmírňování změny klimatu (ITMO). Dohoda uznává práva smluvních stran využít snížení emisí mimo své vlastní hranice pro plnění svých NDC v systému započítávání a obchodování s uhlíkem. Toto ustanovení vyžaduje „propojení“ systémů obchodování s emisemi uhlíku – protože měřené snížení emisí musí zabránit „dvojímu započítávání“, musí být převedené výsledky zmírňování zaznamenány jako zisk emisních jednotek pro jednu stranu a snížení emisních jednotek pro druhou stranu, tzv. odpovídající úprava. Vzhledem k tomu, že NDC a domácí systémy obchodování s uhlíkem jsou různorodé, budou ITMO poskytovat formát pro globální propojení pod záštitou UNFCCC. Toto ustanovení tak také vytváří tlak na země, aby přijaly systémy řízení emisí – pokud chce země využívat nákladově efektivnější kooperativní přístupy k dosažení svých NDC, bude muset sledovat uhlíkové jednotky pro své ekonomiky.
Švýcarsko jako jediná země, která chce nakupovat jednotky ITMO, zatím podepsalo dohody týkající se obchodování s ITMO s Peru, Ghanou, Senegalem, Gruzií, Dominikou, Vanuatu, Thajskem a Ukrajinou.

#### Mechanismus udržitelného rozvoje
Odstavce 6.4–6.7 zavádějí mechanismus, „který má přispět ke zmírnění emisí skleníkových plynů a podpořit udržitelný rozvoj“. Ačkoli zatím neexistuje oficiální název mechanismu, hovoří se o něm jako o Mechanismu udržitelného rozvoje (SDM). Mechanismus udržitelného rozvoje je považován za nástupce mechanismu čistého rozvoje, mechanismu Kjótského protokolu, jehož prostřednictvím mohly smluvní strany společně usilovat o snížení emisí.
Mechanismus udržitelného rozvoje se má do značné míry podobat Mechanismu čistého rozvoje Kjótského protokolu, přičemž jeho dvojím cílem je přispět ke globálnímu snížení emisí skleníkových plynů a podpořit udržitelný rozvoj. Ačkoli struktura a procesy, jimiž se bude mechanismus udržitelného rozvoje řídit, ještě nejsou stanoveny, určité podobnosti a rozdíly oproti mechanismům čistého rozvoje jsou již zřejmé. Klíčovým rozdílem je, že SDM bude k dispozici všem stranám na rozdíl od pouze stran z přílohy I, čímž se jeho působnost značně rozšíří.
Mechanismus čistého rozvoje Kjótského protokolu byl kritizován za to, že ve většině případů nepřinesl ani smysluplné snížení emisí, ani přínosy pro udržitelný rozvoj, a za svou složitost. Je možné, že se mechanismus udržitelného rozvoje setká s potížemi.

#### Ustanovení o přizpůsobení se změně klimatu
Na pařížských jednáních se adaptaci na změnu klimatu věnovalo více pozornosti než v předchozích klimatických smlouvách. Do dohody jsou zahrnuty kolektivní, dlouhodobé adaptační cíle a země musí podávat zprávy o svých adaptačních opatřeních, což z ní činí paralelní složku se zmírňováním. Adaptační cíle se zaměřují na posílení adaptační kapacity, zvýšení odolnosti a omezení zranitelnosti.

Přísliby do Zeleného klimatického fondu v roce 2018. Čísla představují podepsané závazky za jednotlivé roky.

## Specifická témata

### Zajištění financí
Rozvinuté země potvrdily závazek mobilizovat do roku 2020 celkem 100 miliard dolarů ročně na financování opatření v oblasti klimatu a dohodly se, že v této výši budou pokračovat až do roku 2025. Tyto peníze jsou určeny na podporu zmírňování dopadů a přizpůsobování se změně klimatu v rozvojových zemích. Zahrnují finance pro Zelený klimatický fond, který je součástí UNFCCC, ale také pro řadu dalších veřejných a soukromých závazků. Pařížská dohoda uvádí, že do roku 2025 musí být dohodnut nový závazek ve výši nejméně 100 miliard dolarů ročně.
Ačkoli jak zmírňování, tak přizpůsobování se změnám klimatu vyžadují zvýšené financování, přizpůsobování se změnám klimatu se obvykle těší nižší podpoře a mobilizuje méně opatření ze strany soukromého sektoru. Zpráva OECD zjistila, že v letech 2013–2014 směřovalo 16 % celosvětového financování přizpůsobování se změnám klimatu, zatímco na zmírňování změn klimatu směřovalo 77 %. Pařížská dohoda vyzvala k vyváženosti financování přizpůsobování se změnám klimatu a zmírňování změn klimatu a konkrétně ke zvýšení podpory přizpůsobování se změnám klimatu pro strany, které jsou nejvíce zranitelné vůči dopadům změn klimatu, včetně nejméně rozvinutých zemí a malých ostrovních rozvojových států. Dohoda také připomíná stranám význam veřejných grantů, protože adaptační opatření získávají méně investic z veřejného sektoru.
V roce 2015 dvacet mnohostranných rozvojových bank a členů Mezinárodního klubu pro financování rozvoje zavedlo pět zásad pro zachování rozsáhlých opatření v oblasti klimatu v rámci svých investic: závazek ke klimatickým strategiím, řízení klimatických rizik, podpora inteligentních cílů v oblasti klimatu, zlepšování klimatické výkonnosti a účtování vlastních opatření. Od ledna 2020 se počet členů, kteří tyto zásady dodržují, zvýšil na 44.
Mezi konkrétní výsledky zvýšené pozornosti věnované financování adaptace v Paříži patří oznámení zemí G7 o poskytnutí 420 milionů USD na pojištění proti klimatickým rizikům a zahájení iniciativy pro systémy včasného varování před klimatickými riziky (Climate Risk and Early Warning Systems, CREWS). Největšími dárci do mnohostranných klimatických fondů, mezi něž patří i Zelený klimatický fond, jsou Spojené státy, Velká Británie, Japonsko, Německo, Francie a Švédsko.

### Ztráty a škody
Není možné se přizpůsobit všem dopadům změny klimatu: i v případě optimální adaptace může dojít k vážným škodám. Pařížská dohoda uznává ztráty a škody tohoto druhu. Ztráty a škody mohou vznikat v důsledku extrémních povětrnostních jevů nebo v důsledku pomalu probíhajících událostí, jako je ztráta půdy v důsledku zvyšování hladiny moří na nízko položených ostrovech. Předchozí dohody o klimatu klasifikovaly ztráty a škody jako podmnožinu adaptace.
Tlak na to, aby se ztráty a škody v Pařížské dohodě řešily jako samostatná problematika, vzešel od Aliance malých ostrovních států a nejméně rozvinutých zemí, jejichž ekonomiky a živobytí jsou nejvíce ohroženy negativními dopady změny klimatu. Varšavský mechanismus, který vznikl o dva roky dříve během COP 19 a jehož platnost vypršela v roce 2016, klasifikuje ztráty a škody jako podmnožinu adaptace, což se mnoha zemím nelíbilo. Je uznána jako samostatný pilíř Pařížské dohody. Proti tomu se postavily Spojené státy, které se pravděpodobně obávaly, že klasifikace této problematiky jako oddělené od adaptace by vytvořila další ustanovení o financování opatření v oblasti klimatu. Dohoda nakonec vyzývá k „odvrácení, minimalizaci a řešení ztrát a škod“, ale upřesňuje, že nemohou být použity jako základ pro odpovědnost. Dohoda přijímá Varšavský mechanismus, instituci, která se bude snažit řešit otázky, jak klasifikovat, řešit a sdílet odpovědnost za ztráty.

### Transparentnost
Smluvní strany jsou právně zavázány nechat sledovat svůj pokrok prostřednictvím technického odborného přezkumu, aby bylo možné posoudit dosažení NDC a určit způsoby posílení ambicí. Článek 13 Pařížské dohody formuluje „rámec zvýšené transparentnosti pro opatření a podporu“, který stanoví harmonizované požadavky na monitorování, podávání zpráv a ověřování (MRV). Rozvinuté i rozvojové země musí každé dva roky podávat zprávy o svém úsilí o zmírnění dopadů změny klimatu a všechny strany budou podléhat technickému a vzájemnému hodnocení.
Přestože je rámec zvýšené transparentnosti univerzální, má poskytovat „vestavěnou flexibilitu“, aby bylo možné rozlišovat mezi kapacitami rozvinutých a rozvojových zemí. Pařížská dohoda obsahuje ustanovení o posíleném rámci pro budování kapacit, uznává rozdílné podmínky jednotlivých zemí a uvádí, že technický odborný přezkum pro každou zemi zohledňuje specifické kapacity dané země pro podávání zpráv. Strany dohody zašlou svou první dvouletou zprávu o transparentnosti (BTR) a údaje o inventarizaci skleníkových plynů do UNFCCC do roku 2024 a poté každé dva roky. Rozvinuté země předloží svou první BTR v roce 2022 a od tohoto roku budou inventury předkládat každoročně. V rámci dohody je rovněž vypracována Iniciativa pro budování kapacit v oblasti transparentnosti, která má rozvojovým zemím pomoci při budování institucí a procesů nezbytných pro dodržování dohody.
Do rámce zvýšené transparentnosti lze začlenit flexibilitu prostřednictvím rozsahu, úrovně podrobnosti nebo četnosti podávání zpráv, odstupňovaných podle kapacity dané země. Pro některé méně rozvinuté nebo malé ostrovní rozvojové země by mohl být zrušen požadavek na technické přezkumy v zemi. Způsoby posouzení kapacity zahrnují finanční a lidské zdroje v zemi potřebné pro přezkum NDC.

### Soudní spory
Pařížská dohoda se stala ústředním bodem soudních sporů týkajících se změny klimatu. Jedním z prvních významných případů v této oblasti byl případ Stát Nizozemsko v. Nadace Urgenda, který byl vznesen proti nizozemské vládě poté, co před Pařížskou dohodou snížila svůj plánovaný cíl snížení emisí do roku 2030. Po původním rozhodnutí v neprospěch vlády v roce 2015, které jí uložilo povinnost zachovat plánované snížení emisí, bylo toto rozhodnutí potvrzeno na základě odvolání prostřednictvím Nejvyššího soudu Nizozemska v roce 2019, který rozhodl, že nizozemská vláda snížením svých emisních cílů nedodržela lidská práva podle nizozemského práva a Evropské úmluvy o lidských právech. [Část právního základu rozsudku tvořil teplotní cíl Pařížské dohody ve výši 2 °C. Dohoda, jejíž cíle jsou zakotveny v německém právu, byla také součástí argumentace ve věci Neubauer a další proti Německu, kde soud nařídil Německu přehodnotit své klimatické cíle.
V květnu 2021 rozhodl okresní soud v Haagu ve věci Milieudefensie et al v. Royal Dutch Shell v neprospěch ropné společnosti Royal Dutch Shell. Soud rozhodl, že musí do roku 2030 snížit své globální emise o 45 % oproti úrovni z roku 2019, protože porušuje lidská práva. Tato žaloba byla považována za první významné uplatnění Pařížské dohody vůči korporaci.

### Lidská práva
Dne 4. července 2022 uznal Nejvyšší federální soud Brazílie Pařížskou dohodu jako „smlouvu o lidských právech“. Podle rozhodnutí brazilského soudu by měla „nahradit vnitrostátní právo“. Ve stejném měsíci Rada OSN pro lidská práva v rezoluci „(A/HRC/50/L.10/Rev.1) o lidských právech a změně klimatu, přijaté bez hlasování“ vyzvala k ratifikaci a provádění dohody a zdůraznila souvislost mezi zastavením změny klimatu a právem na potraviny.
Úřad vysokého komisaře OSN pro lidská práva oficiálně uznal, že „změna klimatu ohrožuje účinné uplatňování řady lidských práv, včetně práv na život, vodu a hygienu, potraviny, zdraví, bydlení, sebeurčení, kulturu a rozvoj“.

## Implementace
Pařížská dohoda se provádí prostřednictvím vnitrostátních politik. To zahrnuje zlepšení energetické účinnosti s cílem snížit energetickou náročnost světové ekonomiky. Realizace rovněž vyžaduje omezení spalování fosilních paliv a rychlý růst podílu udržitelné energie. Emise se rychle snižují v odvětví elektřiny, ale ne v odvětví stavebnictví, dopravy a vytápění. Některá průmyslová odvětví je obtížné dekarbonizovat a u těch může být k dosažení čistých nulových emisí nutné odstranění oxidu uhličitého. Ve zprávě vydané v roce 2022 IPCC prosazuje potřebu inovací a technologických změn v kombinaci se změnami spotřebního a výrobního chování, aby bylo možné dosáhnout cílů Pařížské dohody.
Aby se globální oteplení udrželo pod 1,5 °C, je třeba do roku 2030 snížit emise zhruba o 50 %. Jedná se o souhrn národně stanovených příspěvků jednotlivých zemí. Do poloviny století by bylo třeba snížit emise CO2 na nulu a těsně po polovině století by celkové emise skleníkových plynů musely být čisté nule.
Provádění dohody brání určité překážky. Některé země mají problém získat finanční prostředky nezbytné pro investice do dekarbonizace. Financování v oblasti klimatu je roztříštěné, což investice dále komplikuje. Dalším problémem jsou nedostatečné schopnosti vládních a jiných institucí provádět politiku. Čisté technologie a znalosti často nejsou přenášeny do zemí nebo na místa, která je potřebují. V prosinci 2020 bývalý předseda COP 21 Laurent Fabius uvedl, že provádění Pařížské dohody by mohlo být posíleno přijetím globálního paktu pro životní prostředí. Ten by definoval práva a povinnosti států, jednotlivců a podniků v oblasti životního prostředí.

### Plnění požadavků dohody
V září 2021 odhadl Climate Action Tracker, že při současné politice se globální emise zdvojnásobí nad cílovou úroveň pro rok 2030. Rozdíl činí 20–23 Gt CO2e. Írán, Rusko, Saúdská Arábie, Singapur a Thajsko jsou na cestě k dosažení oteplení planety o 4 °C, pokud by jejich klimatické politiky byly realizovány v širším měřítku. Ostatní země nedělají dost. Ze všech zemí světa je na úrovni Pařížské dohody pouze Gambie. S opatřeními realizovanými do podzimu 2021 se průměrná globální teplota zvýší o 2,9 °C; i s ohledem na závazky Pařížské dohody se průměrná teplota zvýší o 2,4 °C; a se všemi předloženými cíli nulových emisí se průměrná teplota zvýší o 2,0 °C.
Zpráva Production Gap 2021 uvádí, že světové vlády stále plánují v roce 2030 produkovat o 110 % více fosilních paliv (včetně 240 % více uhlí, 57 % více ropy a 71 % více plynu), než je limit 1,5 stupně.
V září 2023 byla vydána první globální hodnotící zpráva o plnění dohody. Podle této zprávy má dohoda oproti očekávání významný efekt: zatímco v roce 2010 se očekával nárůst teploty do roku 2100 o 3,7–4,8 °C, na COP 27 to bylo 2,4–2,6 °C a pokud všechny země splní své dlouhodobé závazky, tak 1,7–2,1 °C. Svět je však stále velmi vzdálen od omezení oteplování na 1,5 °C: k tomu musí emise dosáhnout vrcholu do roku 2025, a přestože emise v mnoha zemích skutečně dosáhly vrcholu, globální emise nikoliv.

Scénáře globálních emisí skleníkových plynů. Pokud by všechny země splnily své současné závazky z Pařížské dohody, průměrné oteplení do roku 2100 by stále překračovalo maximální cíl 2 °C stanovený dohodou.

## Hodnocení dohody a debaty o ní
Dohodu pochválili francouzský prezident François Hollande, generální tajemník OSN Pan Ki-mun a výkonná tajemnice UNFCCC Christiana Figueresová. Brazilská prezidentka Dilma Rousseffová ji označila za „vyváženou a dlouhodobou“ a indický premiér Naréndra Módí ocenil klimatickou spravedlnost dohody. Když dohoda v říjnu 2016 dosáhla potřebného počtu podpisů, americký prezident Barack Obama prohlásil, že „i když splníme všechny cíle, dostaneme se jen na část toho, co potřebujeme.“ Prohlásil také, že „tato dohoda pomůže oddálit nebo se vyhnout některým nejhorším důsledkům změny klimatu [a] pomůže dalším zemím časem snížit emise.
Někteří ekologové a analytici reagovali opatrně, uznávali „ducha Paříže“, který spojil země, ale vyjadřovali méně optimismu ohledně tempa zmírňování klimatických změn a toho, kolik by dohoda mohla udělat pro chudší země. James Hansen, bývalý vědec NASA a přední odborník na změnu klimatu, vyjádřil rozhořčení nad tím, že většina dohody sestává ze „slibů“ či cílů, nikoliv z pevných závazků, a označil pařížská jednání za podvod, v němž „nejsou žádné činy, jen sliby“. Kritika dohody ze strany odpůrců klimatických opatření byla rozptýlená, což může být způsobeno slabostí dohody. Tento typ kritiky se obvykle zaměřuje na národní suverenitu a neúčinnost mezinárodních opatření.

### Efektivita dohody
O efektivitě Pařížské dohody pro dosažení jejích klimatických cílů se vedou diskuse, většina odborníků tvrdí, že je nedostatečná pro dosažení ambicióznějšího cíle udržet růst globální teploty pod 1,5 °C. Mnoho přesných ustanovení Pařížské dohody ještě nebylo vyjasněno, takže na hodnocení účinnosti (v roce 2020) je možná ještě brzy. Podle Programu OSN pro životní prostředí (UNEP) pro rok 2020 se při současných klimatických závazcích Pařížské dohody průměrná globální teplota do konce 21. století pravděpodobně zvýší o více než 3 °C. Novější závazky čisté nulové spotřeby nebyly do NDC zahrnuty a mohou snížit teploty o dalších 0,5 °C.
Vzhledem k tomu, že původní závazky zemí jsou nedostatečné, bylo by třeba v budoucnu rychleji a nákladněji zmírňovat dopady, aby bylo cílů přesto dosaženo, navíc existuje rozdíl mezi závazky zemí v jejich NDCs a jejich realizací; třetina emisního rozdílu mezi nejnižšími náklady a skutečným snížením emisí by byla odstraněna realizací stávajících závazků. Dvojice studií v časopise Nature zjistila, že k roku 2017 žádná z hlavních průmyslových zemí neprováděla politiky, k nimž se zavázala, a žádná nesplnila své slíbené cíle snížení emisí, a i kdyby je splnila, součet závazků všech členů (k roku 2016) by neudržel růst globální teploty „výrazně pod 2 °C“.
V roce 2021 dospěla studie využívající pravděpodobnostní model k závěru, že míra snižování emisí by se musela zvýšit o 80 % nad rámec NDC, aby byl pravděpodobně splněn horní cíl Pařížské dohody ve výši 2 °C, že pravděpodobnost, že hlavní emitenti splní své NDC bez takového zvýšení, je velmi nízká. Odhaduje, že při současných trendech je pravděpodobnost udržení oteplení pod 2 °C 5 % a 26 %, pokud by všichni signatáři splnili NDC a pokračovali v jejich plnění i po roce 2030.
Od roku 2020 existuje jen málo vědecké literatury na téma účinnosti Pařížské dohody v oblasti budování kapacit a adaptace, přestože v Pařížské dohodě zaujímají významné místo. Dostupná literatura se většinou rozchází v závěrech týkajících se ztrát a škod a přizpůsobení.
Podle hodnotící zprávy má dohoda významný účinek: zatímco v roce 2010 byl očekávaný nárůst teploty do roku 2100 3,7–4,8 °C, na COP 27 to bylo 2,4–2,6 °C, a pokud všechny země splní své dlouhodobé závazky, dokonce 1,7–2,1 °C. V roce 2010 se očekával nárůst teploty o 2,5 °C, na COP 27 to bylo 2,4–2,6 °C, a pokud všechny země splní své dlouhodobé závazky, dokonce 1,7–2,1 °C. Přesto je svět stále velmi vzdálen od dosažení cíle dohody: omezení růstu teploty na 1,5 °C. K tomu je třeba, aby emise dosáhly vrcholu do roku 2025.

### Související stránky
- Znečištění ovzduší
- Šestá hodnotící zpráva IPCC
- Kunmingsko-montrealský globální rámec pro biologickou rozmanitost
- Politika ochrany klimatu